# Afonso Ansemondes
Afonso Ansemondes (fl. 1154) foi um Rico-Homem da Corte de D. Afonso Henriques, tendo-se destacado por ter fundado o Convento dos Cónegos Regrantes de Santa Maria de Refóios de Lima.
Descendente de Ansemondo (de onde deriva o patronímico "Ansemondes"), provavelmente um presor leonês referido num documento do Mosteiro de Moreira, teve como irmãos Vilulfo, Tedon e Telo.
Em 1154, Afonso Ansemondes consta como patriarca da família na outorga na "carta libertatis" (auto de doação, sem reservas, de todos os seus direitos, aos frades que aí viviam ou no futuro vivessem na observância da regra de Santo Agostinho) concedida ao Mosteiro de Refoios do Lima, um mosteiro erigido nas suas propriedades em Refóios do Lima. Este acto solene foi realizado a 10 de Novembro desse ano, na presença do Legado Papal, o Cardeal Jacinto de Bobone (que foi o primeiro purpurado romano a visitar Portugal), e ainda na de dois Bispos, de dois Arcediagos e de algumas personagens ilustres, e ainda dos seus filhos Mendo, Afonso e Gelvira, e os sobrinhos Mendo, Diogo e Nuno Guilhufes. Na solenidade, Afonso Ansemondes homenageou também o seu filho Pedro, que foi importante na diocese de Tui, onde exerceu as funções de Arcediago, e se tornou o primeiro Prior deste convento, mas havia morrido pouco tempo antes.
Afonso Ansemondes era já, à altura, de idade avançada, e esperava ser sepultado à sombra do mosteiro cuja fundação patrocinou com a sua família. O mosteiro tornar-se-ia o maior de sempre em todo o Alto Minho, até ser encerrado em 1834, em consequência da extinção das ordens religiosas decretada pelo regime liberal.
O continuador de Afonso Ansemondes foi o seu filho Mendo Afonso. Mendo contava-se entre os homens que, em 1128, na Batalha de São Mamede, estavam ao lado de D. Afonso Henriques, na luta pelos ideais que iriam conduzir à total independência de Portugal. Agradecido, o futuro Rei doou-lhe um "condado" em Refóios de Lima "pro bono servicio quod mihi facis et facies".